# Episodi di Una famiglia del terzo tipo (seconda stagione)
La seconda stagione della serie televisiva Una famiglia del terzo tipo è stata trasmessa negli Stati Uniti dal 22 settembre 1996 al 18 maggio 1997 sulla rete NBC.
In Italia è andata in onda in prima visione dal 15 aprile al 12 maggio 1999 su Italia 1.
| nº | Titolo originale                    | Titolo italiano              | Prima TV USA      | Prima TV Italia |
| -- | ----------------------------------- | ---------------------------- | ----------------- | --------------- |
| 1  | See Dick Continue to Run            | Ridateci il vecchio Dick     | 22 settembre 1996 | 15 aprile 1999  |
| 2  | See Dick Continue to Run, Continued | Viva la televisione          | 22 settembre 1996 | 16 aprile 1999  |
| 3  | Hotel Dick                          | Il raduno degli alieni       | 29 settembre 1996 | 17 aprile 1999  |
| 4  | Big Angry Virgin from Outer Space   | Verginità aliena             | 6 ottobre 1996    | 19 aprile 1999  |
| 5  | Much Ado About Dick                 | Molto rumore per nulla       | 13 ottobre 1996   | 20 aprile 1999  |
| 6  | Dick the Vote                       | Candidato per caso           | 27 ottobre 1996   | 21 aprile 1999  |
| 7  | Fourth and Dick                     | Lezioni di football          | 3 novembre 1996   | 22 aprile 1999  |
| 8  | World's Greatest Dick               | Alieno prodigio              | 10 novembre 1996  | 23 aprile 1999  |
| 9  | My Mother the Alien                 | Il piccolo ospite            | 17 novembre 1996  | 24 aprile 1999  |
| 10 | Gobble, Gobble, Dick, Dick          | Una donna per Harry          | 24 novembre 1996  | 26 aprile 1999  |
| 11 | Dick Jokes                          | Umorismo alieno              | 8 dicembre 1996   |                 |
| 12 | Jolly Old St. Dick                  | Natale in casa Solomon       | 15 dicembre 1996  |                 |
| 13 | Proud Dick                          | Lezioni di umiltà            | 5 gennaio 1997    | 27 aprile 1999  |
| 14 | Romeo & Juliet & Dick               | Romeo, Giulietta e Dick      | 12 gennaio 1997   | 28 aprile 1999  |
| 15 | Guilty As Dick                      | Il malato innamorato         | 2 febbraio 1997   | 29 aprile 1999  |
| 16 | Dick on One Knee                    | Il matrimonio di Sally       | 16 febbraio 1997  | 30 aprile 1999  |
| 17 | Same Old Song and Dick              | Scambio di ruoli             | 9 marzo 1997      | 1º maggio 1999  |
| 18 | I Brake for Dick                    | Viva gli animali             | 16 marzo 1997     | 3 maggio 1999   |
| 19 | Dick Behaving Badly                 | L'addio al celibato          | 23 marzo 1997     | 4 maggio 1999   |
| 20 | Dickmalion                          | Alta società                 | 13 aprile 1997    | 5 maggio 1999   |
| 21 | Sensitive Dick                      | Lezioni di guida             | 27 aprile 1997    | 6 maggio 1999   |
| 22 | Will Work for Dick                  | Traumi infantili             | 4 maggio 1997     | 7 maggio 1999   |
| 23 | Fifteen Minutes of Dick             | Quindici minuti di celebrità | 11 maggio 1997    | 8 maggio 1999   |
| 24 | Dick and the Single Girl            | Attrazione fatale            | 11 maggio 1997    | 10 maggio 1999  |
| 25 | A Nightmare on Dick Street (Part 1) | L'incubo di Dick             | 18 maggio 1997    | 11 maggio 1999  |
| 26 | A Nightmare on Dick Street (Part 2) | Proposta di matrimonio       | 18 maggio 1997    | 12 maggio 1999  |